# 霸道
霸道是中國战国法家代表人物韩非及商鞅等人倡导的国策，代表作品有《韩非子》及《商君书》等等。一般以对内加强君主專制、中央集权、富国强兵及對外扩张为主要特点，目標是使國家成為霸主之國。
秦国自秦孝公稱霸諸候時行霸道政策。秦昭王更是努力的霸道執行者，国力蒸蒸日上，最终由秦始皇消滅六國。
霸道以充實軍備对外掠地擴張，对内以法專制、以酷吏严刑威嚇庶民，而受到儒家的广泛批评，被認為只能一時富強、不能長治久安。例如秦朝使中国统一，卻因為濫用民力而迅即滅亡。
許多的中興帝王都傾向采用霸道，作為收回朝廷政權的依據與指引。